# Linden (voilier)
Pour les articles homonymes, voir Linden.
Le Linden est une goélette à trois mâts, à coque bois, construite en 1992 en  Finlande sur un chantier naval de Mariehamn.

## Histoire
La goélette a été construite de façon traditionnelle sur le modèle d'un schooner de Mariehamn de 1920 qui était employé comme navire de transport entre l'Angleterre et la Finlande. C'est, en quelque sorte, une réplique de bateau finnois traditionnel.
Avec un équipage expérimenté, le Linden proposent des croisières d'aventure  partout dans le monde. L'équipage est également responsable de la formation nautique.
Faisant partie des voiliers de classe B, la goélette participe à certaines courses
organisées par l'International Sail Training Association (ISTA)  en mer Baltique et aussi à différentes Tall Ships' Races.
Le Linden possède 8 cabines pour 29 passagers en croisière et propose aussi des sorties en mer pour 65 passagers à la journée.